# Vrijthof
Vrijthof (localmente chiamata Vriethof) è la piazza più grande di Maastricht, Paesi Bassi. Situata nel centro storico della città la piazza è nota soprattutto per i suoi numerosi monumenti, tra cui le chiese che vi si affacciano, la Basilica di San Servazio e la chiesa di San Giovanni, per le varie strutture culturali, per una serie di eventi annuali che vi si svolgono e per i numerosi locali che vi si trovano.

## Origini del nome
Il nome della piazza di Maastricht deriva dall'olandese medio "vrit-hof" che definisce una corte chiusa situata nei pressi di una chiesa ed esclusa dalla giurisdizione laica. Etimologicamente è legato al termine medio inglese friþgeard dallo stesso significato e al tedesco Friedhof, che nel tempo ha acquisito il significato di cimitero.

## Storia
Dagli scavi archeologici condotti nell'inverno del 1969-70, prima della costruzione del parcheggio sotterraneo, è emerso l'utilizzo come cimitero di alcune parti dell'area della piazza a partire dal tardo periodo romano e soprattutto nell'alto Medioevo. Sono state rinvenute in particolare centinaia di sepolture merovingie. I risultati degli scavi sono stati pubblicati solo nel 2017, in particolare nell'area nordorientale della piazza, definita "campo di sepolture 4" è emerso un uso intenso nel VI-VII secolo con circa 335 sepolture documentate su un totale stimato comporeso tra le 900 e le 1.200 sepolture. Nel 2003, in occasione della costruzione di un nuovo ingresso del parcheggio sul lato nord della piazza sono state rinvenuti tredici strati dell'antica Via Belgica, sette dei quali risalgono al periodo romano.
Sul lato sud della strada, furono trovati resti di case in legno e argilla risalenti alla metà del II secolo, quando la strada aveva raggiunto la sua massima larghezza. Le successive tracce di abitazioni risalgono al medioevo, intorno al VII e VIII secolo probabilmente legate all'insediamento creatosi in occasione della costruzione della prima basilica merovingia o carolingia. Sono invece del X secolo i resti di un ampio edificio in pietra, forse l'abitazioe di Carlo I di Lorena, rinvenuti sul lato settentrionale della strada. Sul lato orientale della piazza si trovava un ramo della Mosa utilizzato come fossato intorno al 900 e chiuso intorno al 1100. Per la parte rimanente l'area del Vrijthof era pianeggiante e vuota ma dal sedimento trovato non risulta fosse paludosa. Gli edifici intorno alla piazza risalgono al tardo medioevo.
La prima menzione scritta della piazza risale al 1223, quando l'imperatore Federico II donò parte dell'area al capitolo di San Servazio. Non tutta la piazza apparteneva al capitolo, facevano parte dell'area di immunitas la parte occidentale e meridionale della piazza con la chiesa di San Servazio e relativo chiostro, l'area dove nel XII/XIII secolo fu costruita la chiesa di San Giovanni, diversi edifici canonicali tra cui quello poi chiamato Spaans Gouvernement e le due foresterie di San Servazio e di San Giacomo destinate ad accogliere i pellegrini in visita alle relique del santo.

## Arredo urbano
Dal 1856 nel centro della piazza si trova un gazebo per la musica, la struttura attuale risale al 1980 e venne eretta dopo gli scavi del parcheggio sotterraneo. Nell'angolo nordorientale della piazza si trova un antico orologio in ghisa del 1905 che un tempo era illuminato a gas, motivo per cui sulla parte superiore si trovano due bocchette di sfiato.
Nella piazza si trovano diversi lampioni in ghisa a cinque braccia, alla base dei due lampioni ai lati della Militaire Hoofdwacht è raffigurata la stella a cinque punte presente sullo stemma della città. La piazza è circondata da due file di platani tra le quali si trova il percorso pedonale in ciottoli.

## Cultura
Su Vrijthof si affacciano diverse istituzioni culturali come l'esposizione del tesoro della basilica di San Servazio, custodito nella doppia cappella della Basilica, vi si accede dall'ingresso della chiesa. Sulla piazza si trova il museo della fotografia all'interno dell'edificio Spaans Gouvernement, il museo ospita mostre fotografiche. L'edificio storico della Militaire Hoofdwacht la cui proprietà è stata trasferita nel 2012 dal ministero della difesa al comune di Maastricht ed è usato come spazio espositivo. Sul lato settentrionale della piazza si trova il teatro Theater aan het Vrijthof, nell'edificio che un tempo era un monastero si trovano sala teatrale e una sala da concerti, fino al 1977 era sede della biblioteca cittadina.

## Eventi
La piazza è sede di numerosi eventi e manifestazioni, è il luogo principale degli eventi legati al carnevale di Maastricht (febbraio o marzo), vi si svolgono inoltre la fiera di San Servazio (Sint Servaaskermis intorno al 13 maggio), nel mese di luglio gli annuali concerti open air di André Rieu, in agosto il festival gastronomico Preuvenemint e nel mese di dicembre la piazza è occupata dai mercatini di Natale.

## Locali
Sul lato occidentale della piazza si trova un locale storico chiamato Groote Sociëteit, risalente al 1760 e originariamente luogo di ritrovo di uomini facoltosi. Il lato orientale è un susseguirsi di ristoranti e cafè tra i quali alcuni locali storici come il bruin cafè "In den Ouden Vogelstruys" risalente al 1730, l'edificio che lo ospita è rijksmonument.